# Onthophagus kyleensis
Onthophagus kyleensis là một loài bọ cánh cứng trong họ Bọ hung (Scarabaeidae).